# Fragagnano
Fragagnano község (comune) Olaszország Puglia régiójában, Taranto megyében.

## Fekvése
Taranto városától keletre fekszik, a Murgia-fennsíkon.

## Története
A község területét már a neolitikumban lakták, erre utalnak a régészeti ásatások során felszínre került kerámiadarabok és eszközök. Az első tulajdonképpeni települést az ókorban alapították tarentumi görögök. A település mellett haladt a Via Appia. Neve a rómaiak korára vezethető vissza, a történészek szerint a Freganius nemzetség nevéből származik. A település várát 1278-ban emelték II. Frigyes német-római császár parancsára a szaracén kalózok támadásai ellen. 1806-ig a Nápolyi Királyság egyik nemesi birtoka volt, a fraganói báróság székhelye. Önálló községgé a 19. század elején vált, amikor a királyságban felszámolták a feudalizmust.

## Népessége
A népesség számának alakulása:

## Főbb látnivalói
- Palazzo Baronale (Bárói palota) - 1587-ben épült nemesi palota.
- Palazzo Marchesale (Márki palota) - a 18. század elején épült nemesi palota.
- Palazzo Fanuzzi - 19. század elején épült nemesi palota.
- SS. Maria Immacolata-templom - a 15. században épült.
- Madonna del Carmine-templom - a 18. században épült.